# Alexandra Mařasová
Alexandra Mařasová (* 26. Oktober 1965 in Piešťany) ist eine ehemalige tschechoslowakische Skirennläuferin.

## Karriere
Mařasová gab ihr internationales Renndebüt bei den Weltmeisterschaften 1982 in Schladming, wobei sie im Riesenslalom den 32. Platz belegte. Kurz darauf gewann sie beim Slalom von Montgenèvre mit Rang 15 ihre ersten Weltcuppunkte.
Den größten Erfolg feierte sie bei den Juniorenweltmeisterschaften 1983 in Sestriere als sie hinter Fulvia Stevenin die Silbermedaille im Slalom gewinnen konnte.
An diesen Erfolg konnte Mařasová jedoch nie im Weltcup anschließen. Ihre besten Ergebnisse im Weltcup waren zwei siebenten Plätze, welche sie am 16. Januar 1983 in Schruns bzw. am 18. März 1984 in Jasná erzielte.
1984 nahm Mařasová zum ersten und einzigen Mal an Olympischen Winterspielen teil. Bei den Wettkämpfen in Sarajevo belegte sie im Riesenslalom Rang 26, im Slalom schied sie aus.
Ihre letzten internationalen Rennen bestritt sie 1985 bei den Weltmeisterschaften in Santa Caterina, danach ist sie nicht mehr als Rennläuferin in Erscheinung getreten.

## Erfolge

### Olympische Winterspiele
- Sarajevo 1984: 26. Riesenslalom, DNF Slalom

### Weltmeisterschaften
- Schladming 1982: 32. Riesenslalom
- Santa Caterina 1985: 18. Slalom[2], DNF Alpine Kombination[3], DSQ Riesenslalom[4]

### Weltcup
- 2 Platzierungen unter den besten 10

### Juniorenweltmeisterschaften
- Sestriere 1983: 2. Slalom, 5. Riesenslalom, 28. Abfahrt